# NGC 4609
NGC 4609 (również OCL 890 lub ESO 95-SC14) – gromada otwarta znajdująca się w gwiazdozbiorze Krzyża Południa. Odkrył ją James Dunlop 12 maja 1826 roku. Jest położona w odległości ok. 4,3 tys. lat świetlnych od Słońca.